# Афганац
Афганац (у географској литератури се користи назив афганец) је изузетно сув и топао ветар који дува из правца Авганистана (где је поље високог ваздушног притиска) према Туранској низији (месту ниског ваздушног притиска).